# Těchlovice (kraj ustecki)
Těchlovice – gmina w Czechach, w powiecie Děčín, w kraju usteckim.
1 stycznia 2017 gminę zamieszkiwało 518 osób, a ich średni wiek wynosił 39,9 roku.